# Dormeá
Dormeá (llamada oficialmente San Cristovo de Dormeá) es una parroquia y un lugar español del municipio de Boimorto, en la provincia de La Coruña, Galicia. Cuenta con una población de 117 habitantes (INE, 2020).

## Otras denominaciones
La parroquia también es conocida por el nombre de San Cristobo de Dormeá o por San Cristóbal de Dormeá

## Entidades de población
Entidades de población que forman parte de la parroquia:
- Barrio
- Batán (O Batán)
- Campo do Ollo (O Campo do Ollo)
- Cando (O Cando)
- Castro
- La Iglesia (Dormeá)
- Eijón (Eixón)
- Fornelos
- Insua
- Piñeiro (O Piñeiro)
- Porcelle
- Proente
- Rivadiso da Fraga (Ribadiso da Fraga)
- Rubial
- Tijosa (Tixosa)
- Vilanova
- Vilar (O Vilar)
- Algalia (A Algaria)
- Buenavista (Boavista)
- Chavella (A Chavella)
- Cruceiro (O Cruceiro)
- Marmoiral (O Marmoiral)
- Priorato (O Priorato)
- Santalla
- Sería
- A Pereiriña

## Despoblado
Despoblado que forma parte de la parroquia:
- Segade

## Demografía

### Parroquia
| Gráfica de evolución demográfica de Dormeá (Parroquia) entre 2000 y 2020 |
|                                                                          |
| Datos según el nomenclátor publicado por el INE.                         |

### Lugar
| Gráfica de evolución demográfica de Dormeá (lugar) entre 2000 y 2020 |
|                                                                      |
| Datos según el nomenclátor publicado por el INE.                     |